# Elvīra Ozoliņa
Elvīra Anatoļjevna Ozoliņa, latvijska atletinja, * 8. oktober 1939, Leningrad, Sovjetska zveza.
Nastopila je na poletnih olimpijskih igrah v letih 1960 in 1964, leta 1960 je osvojila naslov olimpijske prvakinje v metu kopja, leta 1964 pa je bila peta. Na evropskih prvenstvih je leta 1962 osvojila naslov prvakinje. Trikrat zapored je postavila svetovni rekord v metu kopja, ki ga je držala med letoma 1960 in 1964. 